# Трёхцерковная базилика

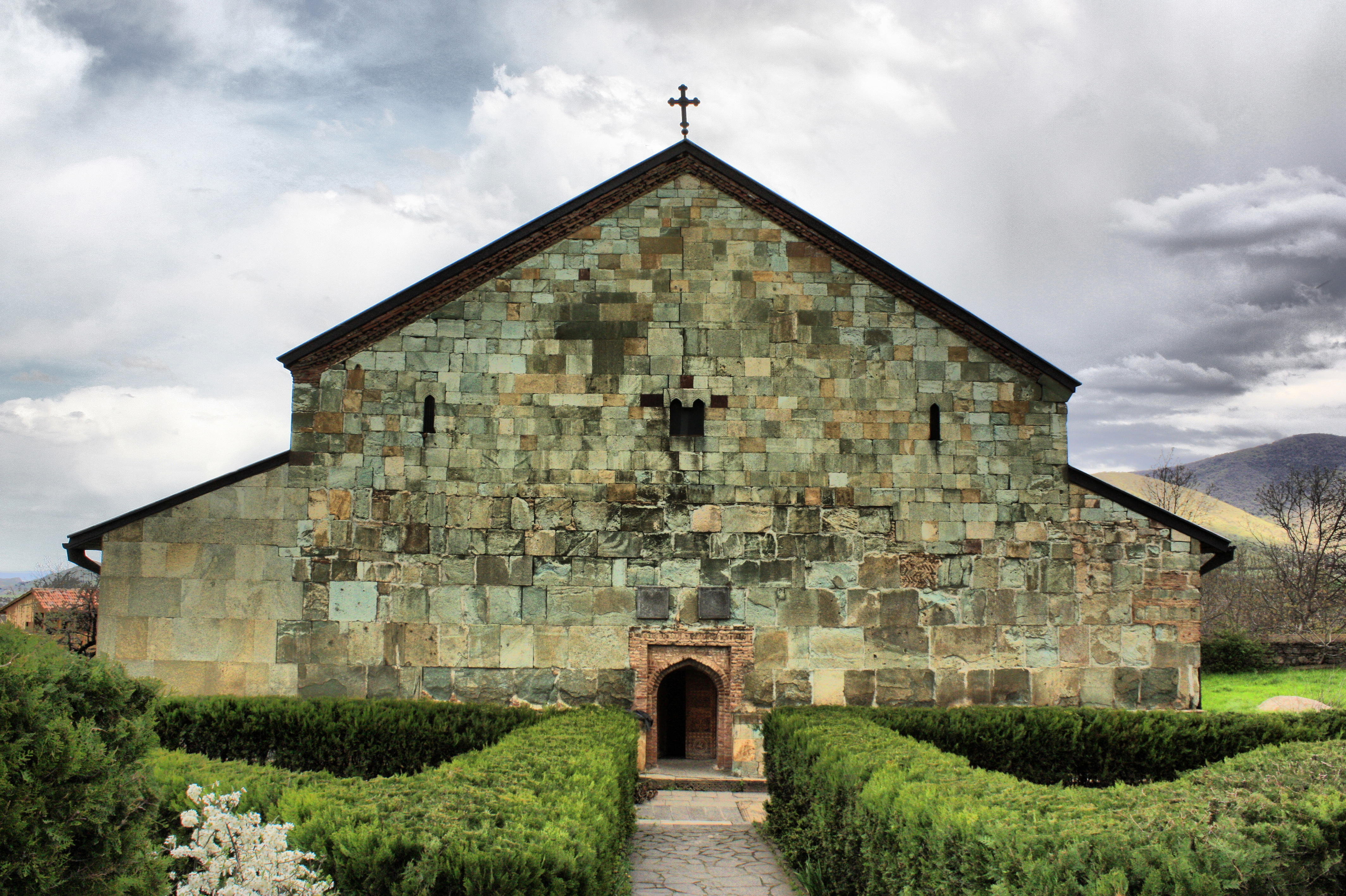
Болнисский Сион, пример трёхцерковной базилики.

Трёхцерковная базилика (груз. სამეკლესიანი ბაზილიკა) — особый тип базилики, развившийся и широко распространённый в грузинской христианской церковной архитектуре раннего Средневековья. В этом типе базилики центральный неф полностью отделён от приделов сплошными стенами, таким образом образуются три фактически независимые друг от друга церкви. Причина такого структурного решения неизвестна, но она может иметь литургическое происхождение. Некоторые из самых ранних церквей в Грузии следовали этому типу до стандартизации церковных зданий, литургии в них проводились ещё в VII веке.

## Особенности
Внешне трёхцерковные базилики выглядят как обычные трёхнефные базилики, имеющие аналогичный контур, с высокой центральной секцией, покрытой двускатной крышей, и нижними боковыми секциями, каждая из которых покрыта односкатной крышей. Однако, в отличие от обычной трёхнефной базилики, заканчивающейся алтарной частью на восточной стороне и имеющей приделы с северный и южной сторон, трёхцерковные базилики проектировались так, что не имели прямого сообщения между центральным нефом и боковыми приделами, за исключением притвора в западном конце или одной двери, ведущей из центрального нефа во вспомогательное помещение, образованное приделами. Приделы зачастую делались полуоткрытыми из-за того, что центральные секции северной и южной внешних стен заменялись на сводчатые аркады.

## Исследования

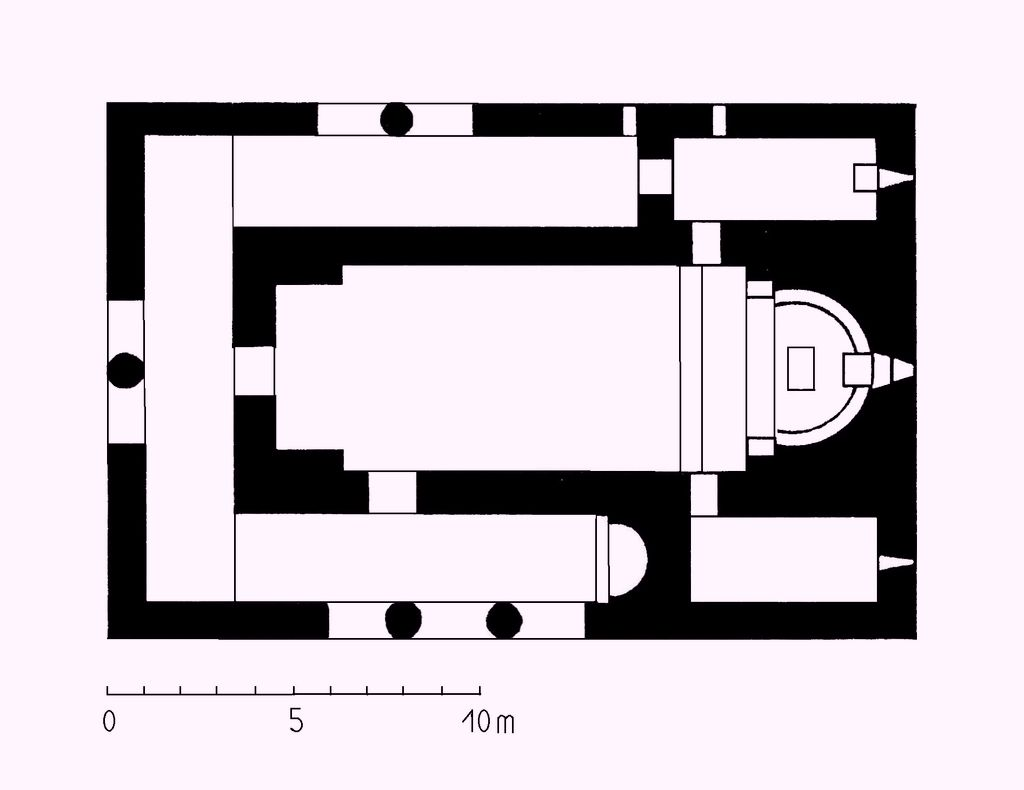
План первого этажа церкви Зегаани, трёхцерковной базилики.

Термин «трёхцерковная базилика» был впервые предложен грузинским искусствоведом Георгием Чубинашвили, который утверждал, что её идея пришла из Сирии, и эти своеобразные церкви начали распространяться в Грузии в середине VI века, прототипом которых служит церковь в Некреси. Существование таких церквей в Сирии не доказано, что делает трёхцерковную базилику своеобразным грузинским феноменом: локальной адаптацией византийской трёхнефной структуры. Археологические открытия в восточной Грузии, в Кахетии, особенно сделанные на месте разрушенных базилик в Чабукаури и Долочопи, отодвинули период возникновения трёхцерковной базилики к концу IV века, то есть к десятилетиям после принятия христианства в восточном грузинском царстве Картли-Иберии согласно классическим источникам. Более поздние примеры подобного типа находятся в Квемо-Картли, такие как церкви V века в Квемо-Болниси и Болнисский Сион, а также в Кахетии, такие как базилики VI века в Некреси, Зегаани и Дзвели-Шуамте. Начиная с конца V века грузинские церковные строители стали переходить к менее крупным, с централизованным планом зданиям; как произошёл этот переход, до конца не понятно.
Причины такого архитектурного развития не известны. Гурам Кипиани утверждал, что форма трёхцерковной базилики могла быть связана с персидским влиянием, и в частности, с конструкцией манихейских храмов, пример которых был обнаружен в Некреси, между двумя раннехристианскими базиликами Чабукаури и Долочопи. По мнению Зазы Алексидзе трёхцерковная базилика была архитектурным решением конфессионального дуализма, существовавшего в позднеантичном Картли, и эти базилики служили как халкидонским, так и нехалкидонским общинам.